# Руус, Яан
Я́ан Ру́ус (эст. Jaan Ruus; 23 ноября 1938, Таллин, Эстония — 30 января 2017) — советский и эстонский киноредактор, журналист и кинокритик. Награждён орденом Белой звезды 5-го класса.

## Биография
Родился 23 ноября 1938 года в Таллине. Отец, Аарне Руус, был школьным учителем, который впоследствии стал актёром после окончания Театрального института в 1941 году. Мать работала секретарём в волостной управе. В 1945—1952 годах учился в 7-й Амблаской школе, в 1952—1954 годах — в Таллинской 2-й средней школе, в 1954—1956 годах — в Таллинской 7-й средней школе.
После окончания средней школы как варианты дальнейшего обучения рассматривал Всесоюзный государственный институт кинематографии и Тартуский государственный университет (ТГУ). В конечном итоге выбрал ТГУ и поступил на экономический факультет, где учился в 1956—1961 годах и получил диплом экономиста.
В 1961—1966 годах работал на Эстонском радио редактором юношеских программ, с 1965 года — редактором развлекательных программ. В 1966 году пришёл на киностудию «Таллинфильм», где до 1973 года был редактором документальных фильмов. В 1973—1978 годах работал на киностудии «Эстонский телефильм». В 1979 году вернулся на «Таллинфильм» и проработал там редактором мультипликационных фильмов до 1981 года. В 1978—1979 годах был редактором киноотдела в газете «Sirp ja Vasar». В 1981 году стал редактором киноотдела в журнале «Teater. Muusika. Kino». В 1992—2015 годах был киноредактором еженедельной газеты «Eesti Ekspress».
С 1971 года являлся членом Эстонского союза кино. В 1988—1990 годах был его творческим секретарём и заместителем председателя правления. В 1997—1999 годах был членом совета Эстонского фонда кино. В 1993 году основал Объединение киножурналистов Эстонии и был его председателем в 1993—1998 и 1999—2015 годах. В 2004—2014 годах руководитель конкурсной программы «EurAsia» кинофестиваля «Тёмные ночи» («PÖFF»).
Умер 30 января 2017 года. Похоронен на таллинском кладбище Лийва.

## Награды и премии
- 1976 — Ежегодная премия Эстонского союза кино
- 1977 — Ежегодная премия Эстонского союза кино
- 1990 — Ежегодная премия журнала «Teater. Muusika. Kino»
- 2001 — Премия «Кинокритик года» от Объединения киножурналистов Эстонии
- 2001 — Орден Белой звезды 5-го класса[3]
- 2005 — Премия за достижения всей жизни от целевого фонда аудиовизуального искусства фонда «Капитал культуры Эстонии»
- 2008 — Премия «Кинокритик года» от Объединения киножурналистов Эстонии
- 2009 — Премия кинофестиваля «Тёмные ночи» за выдающиеся достижения в кинематографе
- 2013 — Премия «Кинокритик года» от Объединения киножурналистов Эстонии[1]

## Семья
Жена — Вийве-Рийна Руус (Viive-Riina Ruus, 1936—2018), доктор педагогических наук.